# Хойнишки окръг
Хойнишки окръг (на полски: Powiat chojnicki; на кашубски: Chònicczi kréz) е окръг в южната част на Поморското войводство, Полша. Заема площ от 1364,21 км2.
Административен център е град Хойнице.

## География
Целият окръг с изключение на Черската община принадлежи към историческата област Кашубия, която е част от историческия регион Померелия (Гданска Померания).
На северозапад граничи с Битовски окръг, на североизток с Кошчежински окръг, на изток с Старогардски окръг, на юг с Куявско-Поморското войводство и на запад с Члуховски окръг.

## Население
Населението на окръга възлиза на 95 941 души (2012 г.). Гъстотата е 70 души/км2. Урбанизацията е 58,95%.

## Административно деление
Окръгът е разделен на 5 общини(гмини).
Градска община:
- Хойнице

Градско-селски общини:
- Община Бруси
- Община Черск

Селски общини:
- Община Конажини
- Община Хойнице

## Галерия
- Бруси
- Хойнице
- Черск